# (11588) Gottfriedkeller
(11588) Gottfriedkeller ist ein Asteroid des äußeren Hauptgürtels, der vom deutschen Astronomen Freimut Börngen am 28. Oktober 1994 an der Thüringer Landessternwarte Tautenburg (IAU-Code 033) entdeckt wurde.
Der Asteroid gehört zur Hygiea-Familie, einer eher älteren Gruppe von Asteroiden, wie vermutet wird, deren größtes Mitglied der Asteroid (10) Hygiea ist.
(11588) Gottfriedkeller wurde am 23. Mai 2000 nach dem Schweizer Autor Gottfried Keller benannt. Der Schweizer Astronom Markus Griesser an der Sternwarte Eschenberg in Winterthur hat von 1998 bis 2005 14.000 Positionen von 1357 Asteroiden zur genaueren Bahnbestimmung vermessen, wobei am 8. August 1999 1994 UZ12 der erste in Tautenburg entdeckte Asteroid war, den Markus Griesser beobachten konnte. Da sowohl Markus Griesser als auch Freimut Börngen Gottfried Keller schätzen, schlug Börngen der Internationalen Astronomischen Union (IAU) vor, den Asteroiden nach dem „grossen Schweizer Dichter aus dem 19. Jahrhundert“ zu benennen.